# 朝日ニュースター
朝日ニュースター（あさひニュースター）は、かつて朝日新聞社、テレビ朝日のグループ（朝日新聞社、テレビ朝日、朝日放送、東映）が運営していたニュース専門放送局。
スカパー!プレミアムサービス・スカパー!・ケーブルテレビで視聴可能だった。

## 概要

### 衛星チャンネルによる運営
1989年10月1日から、『衛星チャンネル』の名称でケーブルテレビ向けに配信を開始。後に名称を『朝日ニュースター』に変更。1993年10月1日にスカイポートTVによる一般向け放送を行い、1997年3月13日からパーフェクTV!に進出。『朝日新聞ニュース』を中心に、独自制作番組やテレビ朝日の『スーパーJチャンネル』や『朝まで生テレビ!』などの時差放送を編成し、24時間無休で放送していた。
2012年3月31日までは、テレビ朝日に加え朝日新聞社などが出資する株式会社衛星チャンネルが運営していた。同社は朝日新聞社の子会社であり、テレビ朝日グループには属していなかった。スカパー!e2（現・スカパー!）では、シーエス・ワンテンが衛星基幹放送事業者として放送していた。
本社の「:BS（コロンブス）」には、CNNjを運営する日本ケーブルテレビジョン（JCTV）やBS朝日の本社も入居していた。（2006年10月1日に朝日新聞東京本社内から移転）
ニュース専門チャンネルであるが、アンカーが報道スタジオから24時間、絶え間なくニュースを伝える他局のスタイルとは大きく異なり、討論番組や時事解説番組が大部分を占めていた。どちらかというと、朝日新聞に近い左派・リベラル論調の番組が多いものの、右派・保守論客や政権担当者が出演することもあった。
またマスコミ検証的な番組も多く、他のメディアでは見られない様な（朝日新聞やテレビ朝日も含めた）メディア業界の自己批判（記者クラブ制度やメディア業界の金権体質などへの批判）が積極的になされていたことも特徴である。さらにビデオジャーナリストによる取材の導入や記者会見の専門番組があることでも、他局とは一線を画していた。
2009年春の改編で10番組が終了して以降、独自番組の数は減少傾向となり、再放送回数の増加やテレビ朝日・BS朝日の番組の時差放送の比率が高くなった。他局と比べても、独自のドキュメンタリーやニュース番組の貧弱さ、局専属アナウンサーの不在などが目立った。

### テレビ朝日による運営
2011年7月29日、テレビ朝日が衛星チャンネルからCS放送事業を譲受し、2012年4月1日より運営を開始した。これにより、TBSニュースバード（現・TBS NEWS）や日テレNEWS24、日経CNBCと同じように、地上波民放と同一の法人によるチャンネルとなった（チャンネル名称・ロゴマークは変更なし）。これにより、法人格としての衛星チャンネルは6月に解散 し、従業員は全員退職した。
同日からは抜本的な番組編成の見直し が図られ、開局当初から続いた朝日新聞社制作・提供の番組がほぼ全て終了・縮小されたほか、同じくテレビ朝日が運営する『テレ朝チャンネル』（現在の『テレ朝チャンネル1』）からの移行によるトーク・情報系番組や、プロ野球・埼玉西武ライオンズ主管全試合の生中継を初めとするスポーツ中継 も強化された。
なお、テレ朝チャンネル（当時）で放送されていたニュース番組も同時に終了し、テレビ朝日のCS放送におけるニュース番組は当チャンネルに統合された。それでも他局に比べると生放送のニュース枠は少なく、一日数回の『News Access』（BS朝日との同時放送）や、地上波・テレビ朝日系列で放送された報道・情報ワイド番組の時差放送程度に過ぎない。その他の時間帯は、報道以外のオリジナル番組か、テレビ朝日系列の情報・ドキュメンタリー番組、もしくは衛星チャンネル運営時代に製作された番組の再放送などが編成されている。
スポーツ中継が組み込まれたことなどにより、ハイビジョン放送（朝日ニュースターHD）も順次開始している。2012年4月1日の日本デジタル配信を皮切りに、同年7月1日にはスカパー!、9月29日よりスカパー!プレミアムサービス（Ch.HD612）でも開始している。また、スカパー!e2（当時）では同日0時より画角情報を4:3から16:9に変更した（画質は標準のまま）。
2013年4月1日には、チャンネル名を『テレ朝チャンネル2 ニュース・スポーツ』に改名。ニュース専門チャンネルから、テレビ朝日の番組を総合的に編成する娯楽系のチャンネルに生まれ変わった。改称に際して、テレビ朝日は「元々はテレ朝チャンネル（「テレ朝チャンネル1 ドラマ・バラエティ・アニメ」に改名）だけでCSをやっていたところに朝日ニュースターを朝日新聞社から譲り受けて、テレ朝直営でやってきたが、ちょうど1年になるにあたり、思い切ったブランディングとして、テレ朝のCS衛星放送であることをより視聴者にわかりやすくしたい」と説明している。
『テレ朝チャンネル2』となってからの概要は、『テレ朝チャンネル』を参照のこと。

## 主な番組

### オリジナル番組
制作著作のクレジット表記は、2012年4月より「朝日ニュースター」から「テレビ朝日」名義に変更された。

#### 2012年4月以降も継続
- ニュースの深層
- ASAHI Pop'n' Press!（2009年4月 - 2013年3月、北陸朝日放送との共同制作）

上記2番組のみ、今後も新作を継続して放送する。
- 武田鉄矢の週刊鉄学
- 科学朝日
- 海堂ラボ
- 西部邁・佐高信の学問のすゝめシリーズ（2009年4月-）

以上の4番組は、過去に放送された回のセレクション形式での放送（実質再放送）となっていたが、テレビ朝日のCS放送を「テレ朝チャンネル」に名称統合（朝日ニュースターは「テレ朝ch2」）することに伴う再編で2013年3月までに終了している。
- 激論アリーナ
- 朝日ニュースターガイド（無料放送）

テレ朝チャンネル（当時）の『テレ朝チャンネルガイード』内で放送されている『やじくぼ散歩』が、当番組でも放送された。

#### 2012年3月末までに終了
- 朝日新聞NEWS
開局時は朝日新聞編集局からの生中継によるリアルタイムニュースが編成の軸であったが、終盤期は主に番組と番組の間のつなぎ（フィラー）での文字ニュース、および一部の番組で行う1行ティッカーロール字幕によるものに縮小された。
- 速報!!記者会見
- 愛川欽也パックイン・ジャーナル
  - 独自に立ち上げられたウェブサイト「kinkin.tv」にて継続。
- CM INDEX（東京企画制作。TOKYO MXなどで現在も放送中のほか、2022年3月25日から同月21日に開局したBSよしもとでも放送される。）
- ニュース解説 眼
- 激論アリーナ
  - 第1週 - ニュースにだまされるな!
  - 第2週 - 月刊国際観察
  - 第3週 - 闘え!山里ジャーナル
  - 第4週 - 山口教授の"ホントの経済"
  - 第5週 - ニュースの深層 傑作選
  - 葉千栄のNIPPONぶった斬り
  - 痛快!おんな組
  - Learning Planet (2009年4月-)
- デモクラシー・ナウ!

2012年7月以降は、TBSニュースバードで放送。
- 朝日opini on tv 争論、耕論
- ネット発市民チャンネル ContAct
- NEWS MORNING
- NEWS TOP10 (文字ニュース。SPORTS TOP10もあり)
- ビジネスギャラリー（新製品やイベントの紹介）
- よみがえれニッポン
- 日本の設計図
- 別刊 朝日新聞
- 宮崎哲弥のトーキング・ヘッズ

#### 1994年から1995年までに終了
- 8mmドキュメント フリーゾーン2000（8ミリビデオカメラによるビデオジャーナリストが取材したドキュメンタリー番組）
- 8mmドキュメント フリーゾーン2000セレクション（上記番組のベストセレクション配信）
- ディスカバリーアワー（ディスカバリーチャンネルの番組をセレクションで配信）
- ニューストップ20（有楽町マリオン屋上と築地朝日新聞社新館のお天気カメラ映像をバックにした横スクロールテロップによる文字ニュース。トップ20の「20」は1項目がスクロールする時間が20秒である事から。テロップの送出にはFM TOWNSが使用された）
- 衛星チャンネルニュース（緊急速報や「朝日新聞ニュース」以外の枠で配信されていた）
- BGVチャンネル（BGVの「アイ・エクスペリエンスシリーズ」を配信）
- BGVクラブ（上記の後続番組）
- 衛星チャンネル天気予報（日本各地、世界各地の天気予報）
- 深夜フィラー（有楽町マリオン屋上のお天気カメラ映像を深夜に配信。基本26:00-29:55）

### テレビ朝日系制作番組
地上波やBS朝日の時差放送番組では、CMは基本的に朝日ニュースターやテレ朝チャンネル、および地上波の番組案内スポット（30秒）のみ。番組によっては、CM枠を完全にカットする場合もある（代わりにステーションIDが5秒間挿入される）。
- やじうまテレビ!

3時間50分遅れ。芸能関連を中心に、一部を編集・カットして放送。スポーツ関連も、旧・衛星チャンネルの運営時代はカットやコマ送りとされるケースが多かったが、テレビ朝日の直営となってからはそのまま放送されるようになった。
- ワイド!スクランブル

2012年4月2日より放送開始。約4時間遅れ。地上波では85分（『ANNニュース』のパートを除く）だが、一部のコーナーをカットして55分間放送される。
- スーパーJチャンネル

2時間遅れ。原則として、地上波で16:54から18:15の間に放送された部分を放送。野球中継が組まれる日は休止。
- ミッドナイトニュース

『スーパーJチャンネル』の18時台の全国ネットのパートのみを抜粋したダイジェスト版。深夜に放送。
- 徹子の部屋〜Classics〜

2012年3月までは、テレ朝チャンネルで地上波から1日遅れで放送していた。同年4月より、上記名義でセレクション形式で放送。
- ザ・スクープ（不定期）
- テレメンタリー（地上波のアンコール放送が主である。ANN系列各局制作）
- 渡辺篤史の建もの探訪
- 激論!クロスファイア（BS朝日制作）
- 速報!甲子園への道（ABC制作、地上波の翌朝に放送。スカイ・A sports+でも2012年より同じものを翌日夕方に放映）
- 民教協加盟局制作番組（『学びEye!』・『発見!人間力』）
- あっぱれ!熟年ファイターズ（広島ホームテレビ制作）
- プロ野球完全中継 出しきれ!ライオンズ
- スーパーベースボール

詳細は、同記事および「テレ朝チャンネル#スポーツ（2）」を参照。オールスターゲームや日本シリーズも含む。
- 東京六大学野球中継
- News Access（2012年4月より、BS朝日との同時放送）
- 朝まで生テレビ!（2012年3月で一旦打ち切っていたが、同年10月から再開）
- 秘湯ロマン（2012年4月より。旅チャンネルでも放送）
- いま世界は（BS朝日とテレビ朝日の共同制作）
- 四季彩（大分朝日放送制作）
- にほん風景遺産（BS朝日制作）
- 以下、テレ朝チャンネル（当時）でも放送
  - ちい散歩（2012年4月より）
  - 若大将のゆうゆう散歩
  - おかずのクッキング（2012年4月より）
  - 人生の楽園（2012年7月より）
  - ワールドプロレスリング完全版（2012年4月より）

5月からは、月1回の割合で『ワールドプロレスリングLIVE』として生中継を実施（朝日ニュースター独占）。

### 終了した番組
- ジャーナリズム最前線
- ジャーナル8
  - デーモン小暮のジャーナル8
- ジャーナルA
  - デーモン小暮のジャーナルA
出演 デーモン小暮閣下・琴富士・小野紫・猪狩章
ディレクター 竹内尚文・浅賀隆聡
- おまかせ!税金相談
- CSでゲーム（テレゴングを使用した双方向ゲーム番組）
- ANN NEWS〜六本木発
- ぶっちぎりトーク
- ひとこと言わせて!!
- 政策神髄
- 政策対談明日への架け橋（政府広報番組）
- 新・闘論!永田町
- 7DAYS 永田町
- 団塊ちゃんねる
- 月刊ニュースの真相 ラストニュース
- TVウワサの眞相
- 村上不二夫の食のある風景
- フリーゾーン2007
  - ホットボイス（視聴者が留守番電話に残した意見をそのまま放送する番組）
  - 視点（週刊朝日元編集長の森啓次郎によるコラム）
  - 花から花へ（2006年9月から2007年3月まで同名の局イメージソングを歌っていた田野崎文によるコラムとライブ）
- 朝ジャ!
  - ニュース再発見!
  - 知られざるアジアNOW
  - フリーJ
- ポリティカル・プラネット
- ニッポン早わかり→Just Japan（tvk制作）
- 列島365（いずれも、朝日新聞の地域版のニュースを紹介）
- ばんばん地方版（同上）
- ドライビングジャーナル
- 竹中平蔵・上田晋也のニッポンの作り方（BS朝日と共同制作）
- 世界ペット紀行
- 政治学原論
- 提言スクエア
  - 経済討論バトル頂上決戦
  - 星浩の2R
  - もうひとつの日本
  - 日本のキーパーソン
- 激論アリーナ 国会番外地
- NEWS TODAY
- 各党はいま
- MY JAPAN
- KIDS NEWS（北陸朝日放送との共同制作）
- 山ちゃんのジャーナルしちゃうぞ!（現在の『闘え!山里ジャーナル』）

テレビ朝日系制作番組
- お昼のN天ワイド（2時間遅れで放映）
- ステーションEYE（1時間の遅れ番組、OP前クレジット表記の最初に『ANN衛星ニュース』の冠がついてくる）
- サンデープロジェクト→サンデー・フロントライン（10時間45分遅れ）
- 朝日フラッシュニュース（5社ニュース向けに『朝日新聞NEWS』を改題して放送）

その他の局制作番組
- 株式ワイド!（ダイワ・証券情報TV制作）
- 海外サッカー中継
  - ブラジル1部リーグ
  - 女子ブンデスリーガ
  - 国際親善サッカーAマッチ

## その他
2012年より、テレビ朝日がプロ野球・埼玉西武ライオンズの主催全試合のCS放映権を獲得。これにより、当チャンネルではプロ野球中継も放送されることになった。
中継の開始当初、スカパー!の当チャンネルはハイビジョン放送を行っていなかったため、スカパー!HDの『スカチャン HD』でハイビジョンによる同時放送も行った（「プロ野球セットHD」など、当チャンネルを含む各種パックの契約世帯で視聴可能）。
なお開局直後の一時期に限り、「サテライトナイター」という題名で西武やヤクルトのプロ野球中継を行ったこともある。ちなみに、テレ朝チャンネル1ではプロ野球中継を行ったことは一度もない。
スカパー!ではデータ放送を行っており、仕様はテレ朝チャンネルと共通である（メニュー画面の色は青で、テレ朝チャンネルのオレンジと色違い）。
1996年に在ペルー日本大使公邸占拠事件が発生した際は、深夜にIPCスペイン語チャンネル（現在のTVグローボ・インターナショナルチャンネル）を延々と放送していた。